# Cimetière de Camp Hill
Le cimetière de Camp Hill est un cimetière canadien situé à Halifax, en Nouvelle-Écosse.
Le cimetière de Camp Hill a été fondé en 1844 pour remplacer le Old Burying Groundet, le tout premier cimetière d'Halifax qui avait lui-même été fondé en 1749. Il est le lieu de repos de la plupart des notables d'Halifax, de soldats canadiens, ainsi que de quelques soldats norvégiens de la Seconde Guerre mondiale. 

## Célébrités enterrées
- Edith Archibald (1854-1936), écrivain et suffragette canadienne.
- Abraham Gesner (1797-1864), médecin et géologue
- Simon Hugh Holmes (1831-1919), ancien premier ministre de Nouvelle-Écosse
- Joseph Howe (1804-1873), ancien premier ministre et lieutenant-gouverneur de Nouvelle-Écosse
- Alexander Keith (1795-1873), industriel et homme politique
- Jonathan McCully (1809-1877), journaliste et homme politique
- Robert Stanfield (1914-2003), ancien premier ministre de Nouvelle-Écosse
- William Young (1799-1887), ancien premier ministre de Nouvelle-Écosse